# Gornji Uljanik
Gornji Uljanik falu Horvátországban Belovár-Bilogora megyében. Közigazgatásilag Gerzencéhez tartozik.

## Fekvése
Belovártól légvonalban 44, közúton 56 km-re délkeletre, községközpontjától légvonalban 9, közúton 11 km-re délkeletre, a 26-os számú főttól keletre, a Čavlovica-patak bal partján, a Prasica-patak torlolatának közelében fekszik.

## Története
Területe már a török megszállás előtt is lakott volt, erre utalnak a Čavlovica-Brda régészeti lelőhely leletei. A térséget a 16. század közepén szállta meg a török. A lakosság legnagyobb része az ország biztonságosabb részeire menekült, másokat rabságba hurcoltak. Ezután ez a vidék mintegy száz évre lakatlanná vált. A török uralom után a területre a 17. századtól folyamatosan telepítették be a keresztény lakosságot. 1700 körül III. Arsenije Čarnojević pravoszláv szerb pátriárka vezetésével nagyszámú szerb lakosság telepedett le Pakrác és Daruvár környékére. Miután újraalakították Pozsega vármegyét Uljanik a szomszédos településekkel együtt a pakráci uradalom része volt. Több tulajdonos után 1765-re a vármegye főispánjának gróf daruvári Jankovich Antalnak a birtoka lett. Jankovich aki kiemelkedő szerepet játszott a vármegye fejlesztésében ide is telepített újabb jelentős számú lakosságot. A település 1774-ben az első katonai felmérés térképén a falu „Dorf Mali Uljenik” néven szerepel. Később, a 19. század második felében a határán átfolyó patakról a Prasice nevet viselte.
Magyar Királyságon belül Horvátország részeként, Pozsega vármegye Daruvári járásának része volt. A településnek 1857-ben 191, 1910-ben 447 lakosa volt. Az Osztrák–Magyar Monarchia idejében a kedvező megélhetési feltételek hatására jelentős számú magyar és cseh lakosság telepedett le a faluban. Az 1910-es népszámlálás szerint lakosságának 61%-a horvát, 14%-a szerb, 11%-a magyar, 11%-a cseh anyanyelvű volt. 1918-ban az új szerb-horvát-szlovén állam, majd később Jugoszlávia része lett. 1941 és 1945 között a németbarát Független Horvát Államhoz, majd a háború után a szocialista Jugoszláviához tartozott. A háború után a fiatalok elvándorlása miatt lakossága folyamatosan csökkent. 1991-től a független Horvátország része. 1991-ben lakosságának 63%-a horvát, 10%-a cseh, 9%-a szerb nemzetiségű volt. 2011-ben a településnek 116 lakosa volt.

## Lakossága
| Lakosság változása | Lakosság változása | Lakosság változása | Lakosság változása | Lakosság változása | Lakosság változása | Lakosság változása | Lakosság változása | Lakosság változása | Lakosság változása | Lakosság változása | Lakosság változása | Lakosság változása | Lakosság változása | Lakosság változása | Lakosság változása |
| ------------------ | ------------------ | ------------------ | ------------------ | ------------------ | ------------------ | ------------------ | ------------------ | ------------------ | ------------------ | ------------------ | ------------------ | ------------------ | ------------------ | ------------------ | ------------------ |
| 1857               | 1869               | 1880               | 1890               | 1900               | 1910               | 1921               | 1931               | 1948               | 1953               | 1961               | 1971               | 1981               | 1991               | 2001               | 2011               |
| 191                | 0                  | 0                  | 390                | 461                | 447                | 506                | 446                | 393                | 378                | 345                | 281                | 222                | 168                | 130                | 116                |

(1857-ben és 1890-ben Prasice néven, 1869-ben és 1880-ban lakosságát Uljanikhoz számították. 1900-ig településrészként. 1981-ben lakossága Uljanički Brijeg kiválásval csökkent.)